# Bomolochus paucus
Bomolochus paucus är en kräftdjursart som beskrevs av R. Cressey och Masahiro Dojiri 1984. Bomolochus paucus ingår i släktet Bomolochus och familjen Bomolochidae. Inga underarter finns listade i Catalogue of Life.